# 강원특별자치도
강원특별자치도(江原特別自治道, 영어: Gangwon State)는 대한민국의 북동부에 있는 특별자치도다. 
동쪽은 동해, 서쪽은 경기도, 남쪽은 충청북도·경상북도하고 접하며, 북쪽은 조선민주주의인민공화국(북한)의 강원도하고 경계를 이루고 있다. 
지리적으로는 순정 동부을 기준으로 동쪽으로 강릉, 속초, 동해, 삼척, 태백시 등 영동 지방과 서쪽으로 춘천, 원주시 등 영서 지방으로 구분한다. 
도청 소재지는 춘천시로, 강릉시에 강원특별자치도청의 출장소인 강원특별자치도환동해본부가 설치되어 있으며, 도 내 최대 도시는 원주시로, 이러한 강원특별자치도의 행정 구역은 7시 11군이다.

## 역사
- 1946년 춘천군 춘천읍을 춘천부 (현재 춘천시)로 승격하고, 춘천군을 춘성군으로 개칭하였다.[8]
- 1955년 강릉군 강릉읍 등을 강릉시로, 원주군 원주읍 등을 원주시로 각각 승격하고, 강릉군을 명주군으로, 원주군을 원성군으로 각각 개칭하였다.[9][10]
- 1962년 강원도 울진군을 경상북도로 이관하였다.[11]
- 1963년 양양군 속초읍을 속초시로 승격하였다.[12]
- 1980년 명주군 묵호읍, 삼척군 북평읍을 동해시로 승격하였다.[13]
- 1981년 삼척군 장성읍, 황지읍을 태백시로 승격하였다.[14]
- 1986년 삼척군 삼척읍을 삼척시로 승격하였다.[15]
- 1989년 원성군을 원주군으로 개칭하였다.[16]
- 1992년 춘성군을 춘천군으로 개칭하였다.[17]
- 1995년 춘천시와 춘천군, 원주시와 원주군, 강릉시와 명주군, 삼척시와 삼척군이 통합되어 도농 통합시인 춘천시·원주시·강릉시·삼척시가 되었다.[18]
- 2023년 6월 9일: 강원특별자치도 출범식이 열렸다.[19]
- 2023년 6월 11일: 기존의 강원도에서 강원특별자치도로 개편되어 출범하였다.[20]

## 지리

### 위치

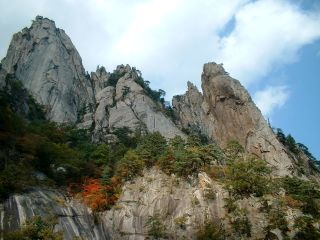
강원특별자치도에서 가장 잘 알려진 명산 중 하나인 설악산

강원특별자치도의 총면적은 20,569 km2이며 이 가운데 휴전선 이남이 82%인 16,873.51 km2로, 총 면적중 81.7%인 13,783.68 km2가 임야이며 농경지는 9.7%에 해당하는 1,625.22 km2이며, 기타는 8.6%인 1,457.49 km2로 구성되어 있다. 경지 면적은 밭 1,625.22 km2, 기타 1,457.49 km2이며, 농가 호당 면적은 1.48 ha이다.
강원특별자치도는 위도상으로 북위 37도 02분에서 38도 37분에 걸치고, 경도상으로는 동경 127도 05분에서 129도 22분에 걸쳐있다. 북위 38도선은 본도의 거의 중앙부를 통과하고 휴전선은 고성군 현내면 북위 38도 45분 근처에서 서남하하여 향로봉, 문등리 및 김화읍의 북방을 연결하는 북위 38도 20분선 부근에서 145km에 걸쳐 그어져 있다.
강원특별자치도 동서의 길이는 약 150km, 남북은 약 243km에 달한다. 서쪽은 경기도 포천·연천·가평·양평 등 여러 지역과 접해 있고 남쪽은 충청북도 충주시·제천시, 단양군 및 경상북도의 영주시, 봉화군·울진군과 북쪽은 북한의 강원도하고접한다.

### 지형

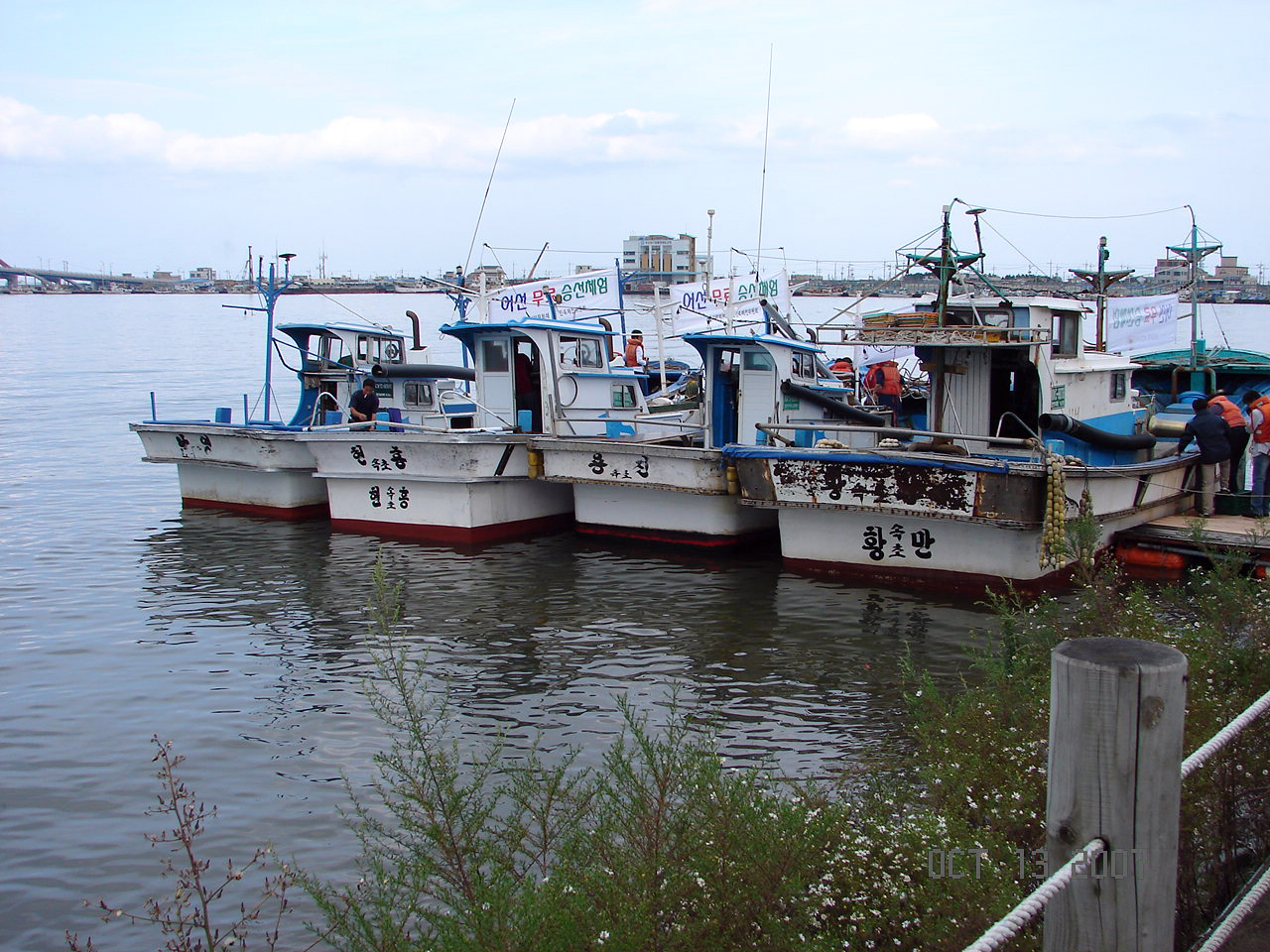
속초의 오징어잡이 배

강원특별자치도는 대다수의 지형이 산악이며, 그중 500m에서 1,000m 사이의 중간 산야 지대가 43.4%로 전국에서 가장 비중이 높다. 또한 강원특별자치도는 한반도 중앙부의 동측에 태백산맥을 중심으로 영동과 영서로 크게 구분되어 있다. 영동은 경사가 급하여 해안평야의 발달이 취약하고, 영서는 경사가 완만하여 남한강, 북한강 같은 대하천이 발달되어 있다.

### 기후
강원특별자치도 지방은 북위 37°와 38°사이의 중위도 온대성 기후대에 위치하고 있으며, 이로 인해 여름에 고온·다습하며, 겨울에는 한랭·건조한 대륙성 고기압의 영향을 받아 춥고 건조하다. 또한 태백산맥이 남북으로 길게 뻗쳐 있기 때문에 영동지역과 영서지역의 기후 또한 다른 특성을 보여주고 있다.
강원특별자치도의 연평균기온은 영동 11.0 °C, 영서 10.8 °C로 최저 6.6에서 최고 13.1 °C의 분포를 보이고 있다. 또한 강원특별자치도의 최저기온과 최고기온은 철원에서 관측된 -29.2 °C와 홍천에서 41.0 °C를 기록하였다. 또한 연 강수량은 1,300~1,900mm로, 산간지방을 중심으로 많은 강수량을 보이며, 이로 인해 대한민국의 다설지 중 하나이다. 또한 봄철의 영동지방에서는 건조한 국지강풍이 빈번히 발생한다.

### 지질
강원특별자치도는 대부분 선캄브리아기의 경기 육괴에 속하며 강원특별자치도 남부의 영월, 정선, 평창, 태백, 삼척시 등은 옥천 습곡대에 속한다. 옥천 습곡대에 속하는 지역에는 고생대의 조선 누층군과 평안 누층군이 분포해 석회암과 무연탄이 산출된다. 
설악산은 중생대의 대보 화강암으로 구성되어 있으며, 금강초롱 등 희귀 식물과 천연기념물인 사향노루가 살고 있다.
뿐만 아니라 설악산은 1965년에 천연기념물 제171호로, 1970년 3월 24일에 국립공원으로, 1982년에는  유네스코의 '생물권 보전 지역'으로 지정되어 있어 사계절 내내 관광객들의 발길이 끊이지 않는 설악산은 특히 가을 단풍이 아름답기로 유하다.

## 행정 구역
강원특별자치도는 7개의 시와 11개의 군으로 구성되어 있으며, 각 시군은 187개의 읍·면·동과 4,203개의 통·리, 21,951개의 반으로 구성되어 있다. 여기에서는 주민 미거주 5개 면(철원군 근동면‧원동면‧원남면‧임남면, 고성군 수동면)과 그에 속한 29개 리, 면장 미실시 1개 면(철원군 근북면(김화읍에서 관할))과 그에 속한 4개 리 가운데 3개의 리, 조선민주주의인민공화국의 실질적인 지배 상태에 있고 이북5도위원회에서 관할하는 미수복지구(김화군·이천군·통천군·평강군·회양군 전체 지역, 철원군·양구군·고성군 내 군사분계선 이북 지역)를 제외하고 있다.

### 자치 단체

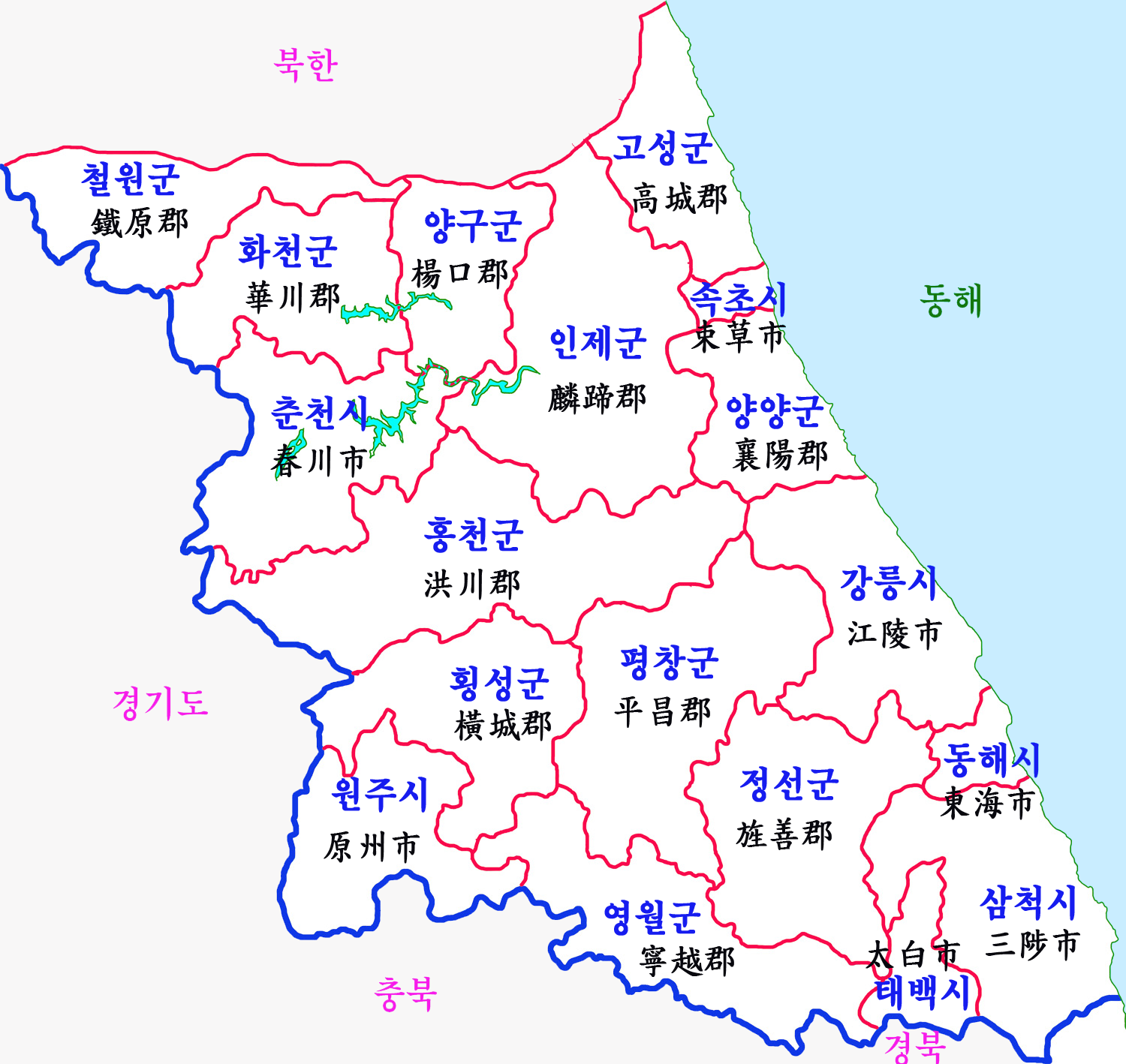

| 이름           | 한자           | 세대수 (2015) | 인구 (명, 2020) | 면적 (km2) |
| -------------- | -------------- | ------------- | --------------- | ---------- |
| 춘천시         | 春川市         | 115,044       | 282,544         | 1,116.64   |
| 원주시         | 原州市         | 138,380       | 353,928         | 867.36     |
| 강릉시         | 江陵市         | 93,774        | 213,189         | 1,039.82   |
| 동해시         | 東海市         | 40,338        | 90,560          | 180.07     |
| 태백시         | 太白市         | 22,293        | 42,800          | 303.52     |
| 속초시         | 束草市         | 37,084        | 82,636          | 105.3      |
| 삼척시         | 三陟市         | 34,601        | 61,485          | 1,148.05   |
| 홍천군         | 洪川郡         | 31,443        | 69,192          | 1,816.05   |
| 횡성군         | 橫城郡         | 20,821        | 46,533          | 997.71     |
| 영월군         | 寧越郡         | 19,990        | 38,710          | 1,127.46   |
| 평창군         | 平昌郡         | 20,601        | 41,665          | 1,464.16   |
| 정선군         | 旌善郡         | 19,519        | 36,937          | 1,219.58   |
| 철원군         | 鐵原郡         | 22,017        | 44,706          | 890.3      |
| 화천군         | 華川郡         | 13,668        | 24,868          | 909.1      |
| 양구군         | 楊口郡         | 11,140        | 22,350          | 700.85     |
| 인제군         | 麟蹄郡         | 15,594        | 31,623          | 1,646.36   |
| 고성군         | 高城郡         | 15,324        | 26,798          | 664.34     |
| 양양군         | 襄陽郡         | 13,374        | 27,926          | 628.9      |
| 강원특별자치도 | 江原特別自治道 | 685,005       | 1,542,374       | 16,874.59  |

## 인구
강원도는 산악 지형이 많고 교통이 불편하여 예로부터 대규모 인구가 정착하기 어려운 지역이었다. 농업 생산력 또한 제한적이었으므로 조선 시대에는 전국적으로 인구 밀도가 낮은 지역에 속하였다. 다만 국경 방위와 군사적 요충지로서의 기능은 중요한 비중을 차지하였다.
20세기 초 일제강점기에는 태백, 삼척, 정선 등지에서 석탄 광산이 개발되고 철도가 개통되면서 일부 지역의 인구가 증가하였다. 그러나 이러한 산업화에도 불구하고 강원도의 전체 인구는 여전히 타 지역에 비하여 적은 편이었다.
1950년대 한국전쟁 직후 피난민들이 정착하면서 강원도의 인구는 증가세를 보였다. 1970년대와 1980년대에는 정부의 에너지 정책에 따라 석탄 산업이 호황을 맞이하였으며, 이에 따라 태백, 정선, 사북 등의 탄광촌은 급격히 성장하였다. 이 시기는 강원도의 인구가 가장 활발히 증가한 시기라 할 수 있다.
1980년대 말에서 1990년대 초에 이르는 시기에 정부가 석탄에서 석유와 가스로 에너지 정책을 전환하면서 다수의 탄광이 폐쇄되었다. 이에 따라 태백, 정선, 삼척 등지의 인구가 급속히 감소하였다. 한편 춘천, 원주, 강릉 등 영서 및 영동 지역의 주요 도시는 교통망 확충과 교육·산업 인프라의 성장으로 비교적 인구가 유지되거나 증가하였다.
2000년대에 들어서는 전국적인 저출산과 고령화 현상이 강원도에도 심각한 영향을 미쳤다. 이에 따라 강원도의 전체 인구는 꾸준히 감소하여 2020년대에 이르러 약 150만 명 수준으로 줄어들었다. 원주, 춘천, 강릉 등 특정 도시에 인구가 집중되는 반면, 농촌 및 산간 지역은 과소화와 고령화가 가속화되고 있다. 2023년 6월 강원특별자치도가 출범하였으나, 인구 감소와 지역 불균형 문제는 여전히 해결해야 할 주요 과제로 남아 있다.

### 연도별 인구
강원특별자치도(1948년 이후 조선민주주의인민공화국 제외)의 연도별 인구 추이
| 연도   | 인구        | 인구그래프 | 비고   |
| ------ | ----------- | ---------- | ------ |
| 1925년 | 1,322,331명 |            |        |
| 1930년 | 1,547,612명 |            |        |
| 1935년 | 1,655,635명 |            |        |
| 1940년 | 1,734,565명 |            |        |
| 1945년 | 1,845,002명 |            |        |
| 1950년 | 1,169.090명 |            | [ 26 ] |
| 1955년 | 1,495,674명 |            | [ 27 ] |
| 1960년 | 1,636,439명 |            |        |
| 1965년 | 1,801,111명 |            |        |
| 1970년 | 1,865,379명 |            |        |
| 1975년 | 1,860,245명 |            |        |
| 1980년 | 1,790,909명 |            |        |
| 1985년 | 1,725,127명 |            |        |
| 1990년 | 1,584,411명 |            |        |
| 1995년 | 1,465,413명 |            |        |
| 2000년 | 1,484,281명 |            |        |
| 2005년 | 1,460,791명 |            |        |
| 2010년 | 1,463,649명 |            |        |
| 2011년 | 1,471,076명 |            |        |
| 2012년 | 1,484,214명 |            |        |
| 2013년 | 1,496,045명 |            |        |
| 2014년 | 1,507,914명 |            |        |
| 2015년 | 1,517,955명 |            |        |
| 2016년 | 1,521,121명 |            |        |
| 2017년 | 1,521,534명 |            |        |
| 2018년 | 1,527,949명 |            |        |
| 2019년 | 1,542,296명 |            |        |
| 2020년 | 1,542,374명 |            |        |

### 연령별 인구
2017년 7월 현재 기준으로 다음과 같다.
그래프는 1,000명당 1씩 표현하였다.
| 계급별   | 인구수    | 인구그래프 | 비고 |
| -------- | --------- | ---------- | ---- |
| 0~4세    | 54,051명  |            |      |
| 5~9세    | 64,751명  |            |      |
| 10~14세  | 67,518명  |            |      |
| 15~19세  | 91,641명  |            |      |
| 20~24세  | 101,954명 |            |      |
| 25~29세  | 81,733명  |            |      |
| 30~34세  | 81,084명  |            |      |
| 35~39세  | 101,268명 |            |      |
| 40~44세  | 112,657명 |            |      |
| 45~49세  | 130,413명 |            |      |
| 50~54세  | 126,711명 |            |      |
| 55~59세  | 145,381명 |            |      |
| 60~64세  | 112,321명 |            |      |
| 65~69세  | 76,161명  |            |      |
| 70~74세  | 69,839명  |            |      |
| 75~79세  | 64,648명  |            |      |
| 80~84세  | 38,110명  |            |      |
| 85~89세  | 18,018명  |            |      |
| 90세이상 | 9,128명   |            |      |

## 문화

### 문화재와 역사
기타 다른 지역과 마찬가지로, 강원도에도 여러 문화재들이 존재한다. 최소 강원도에 사람이 살기 시작하게 된 시기는 정확하게는 알려지지 않았으나, 최소 구석기 시대부터 사람이 살았던 것으로 추측되고 있다.
한반도의 중요 시기별 강원도의 대표적인 문화재를 꼽자면 통일신라 시대에 주조된 상원사 동종과 더불어 남북국시대의 철원 도피안사 철조비로자나불좌상, 고려시대의 강릉 임영관 삼문, 그리고 조선시대의 평창 상원사 중창권선문 등이 있으며, 이외에도 오죽헌, 경포대 같은 사람들이 즐겨찾는 문화재들이 있다.
또한 강원도의 지리적인 특성으로 인해 월정사나 오세암 등의 유명한 사찰이나 혹은 암자가 많이 위치하고 있다.
동명성왕을 시조로 하는 횡성 고씨(橫城 高氏)의 관향은 횡성군이다.

### 박물관
강원도내의 문화재들을 체계적으로 관리하기 위해 중앙 정부차원에서는 2002년 국립춘천박물관을 설립하여 운영하고 있으며, 지역정부 차원에서는 박수근미술관, 오죽헌시립박물관, 태백석탄박물관 등이 존재하고 있으며, 민간 차원에서는 강릉의 참소리 축음기 에디슨 박물관등 특별한 주제를 가진 박물관들이 존재하고 있다. 세계적인 거장 안도 타다오가 설계한 미술관인 뮤지엄 산 또한 강원도 원주에 위치하고 있다.

### 축제
강원특별자치도 각 시군단체에서 축제를 개최하고 있으며, 특히 강릉시에서는 유네스코가 세계인류구전 및 무형문화유산걸작 목록에 등재한 강릉 단오제등 여러 축제들이 열리고 있다.

### 음식
강원지방의 음식들은 산악지대나 고원지대가 많다보니, 감자, 메밀 등으로 만든 음식들이 많은 비중을 차지한다. 예를 들어서 강원도 전지역에서 먹는 나물밥, 그리고 산지인 정선군에서는 곤드레밥과 영월군에서는 메밀전병, 화천군에서는 화천산천어영양돌솥밥, 화천삼나물밥이 유명하고, 양구군에서는 양구 시레기가 유명하다. 또한 또한 해안지역에서는 생선요리와 젓갈류 등이 발전하였는데, 동해시에서는 동해생선찜, 속초시에서는 속초 오징어 순대, 삼척시에서는 삼척복어요리 등이 유명하다. 이런 강원도의 토속 음식들은 극히 소박하고 조리법이 간단하다.

### 유명한 곳

#### 국립공원 & 자연경관
강원도에 위치한 태백산맥으로 인하여 수려한 산들이 많아 국립공원들과 천연기념물들이 강원도 각지에 분포하고 있다.
- 설악산 국립공원

설악산 국립공원은 최고봉인 대청봉을 중심으로 암석지형의 경관미를 갖추고 있다. 또한 설악산 일대는 세계적으로 희귀한 자연자원의 분포 서식지로 1982년 유네스코(UNESCO)에 의해생물권보전지역으로 설정되었다.
- 오대산 국립공원

오대산은 백두대간 중심축에 위치하고 있으며, 1975년 국립공원으로 지정되었다. 오대산은 대한민국 불교문화의 성지 중 한 곳으로 꼽히고 있다.
- 치악산 국립공원

치악산은 오대산에서 서남향 방면으로 분기되어 나온 산으로, 원주시와 가깝다. 이런 점으로 인해 원주시와 국립공원 관리공단이 서로 협약을 맺어 둘레길을 건설하고 있다.
- 태백산 국립공원

태백산은 옛날부터 하늘에 제사를 지낸 '영산'으로 알려졌으며, 2016년 8월 22일 국립공원으로 지정되었다.
철원 화산지대를 통과하는 한탄강은 한탄강 대교천 현무암 협곡 등의 천연기념물을 가지고 있다. 한탄강 지역은 한국전쟁 시절 당시 격전지였기도 하였으며, 현재는 래프팅 장소로 사랑받고 있다. 한탄강 인근에서 발견된 신증후성 출혈열 바이러스는 이 바이러스를 발견한 한탄강 유역에서 따와서 지어졌으며 현재 한타바이러스 속은 이 한탄바이러스에서 이름을 따와서 붙여진 속이다.
또한 민통선이 존재하여 사람들이 들어갈 수 없는 철원평야에는 임진강 부분과 사실상 마찬가지로 멸종위기 동물인 두루미가 철새로 오는 것으로 유명하다.
이외에도 양구의 해안면의 해안분지는 암석의 풍화와 침식에 의해 형성되었으며, 한국전쟁 당시 종군기자가 '화채그릇'(Punch Bowl)을 닮았다고 해서 이명인 펀치볼로 유명한 분지이다.

#### 관광지
이외에도 강원도에는 여럿 유명한 관광지들이 존재한다. 남이섬을 비롯하여 통일전망대, 소양강댐, 정동진등 사람들이 많이 찾는 관광지들이 존재하고 있으며, 평창군에는 평창군에서 태어난 소설가인 이효석을 기리는 이효석 문학관등이 있다. 또한 동해안을 끼고 있는 특징으로 인해 경포해수욕장 등 여럿 해수욕장이 분포하고 있다.
또한 정선에는 내국인용 카지노인 강원랜드가 위치해 있다.

## 교통

### 도로
일반 도로는 총 9,800km이며, 포장률은 75.1%이다.
관동 지방에는 진부령(인제 ∼ 간성), 한계령(인제 ∼ 양양), 대관령(원주 ∼ 강릉) 등의 예전부터 있었던 고갯길이 존재한다. 이런 고갯길뿐만 아니라, 아시안 하이웨이 6호선중 일부인 국도 제7호선이 강원도를 통과하고 있다.
고속도로는 인천광역시를 기점으로 강릉을 종점으로 하는 영동고속도로와, 경기도 광주시를 기점으로 원주시를 종점으로 하는 광주원주고속도로, 그리고 경상도지역을 연결하는 중앙고속도로와 동해안 지역을 통하는 동해고속도로, 그리고 서울과 양양을 연결하여 영동고속도로를 분산하는 서울양양고속도로가 존재하고 있으며, 현재 서울양양고속도로의 인제양양터널은 현재 대한민국에서 제일 긴 도로 터널이다.

### 버스
철도와 사실상 마찬가지로 강원특별자치도는 대한민국의 다른 시외버스 네트워크와 연결되어 있다. 강원특별자치도의 모든 시군에는 시외버스 터미널이 존재하며, 이를 이용하여 강원도 내 다른 지역이나 혹은 강원도 바깥으로 나갈수 있다.

### 철도

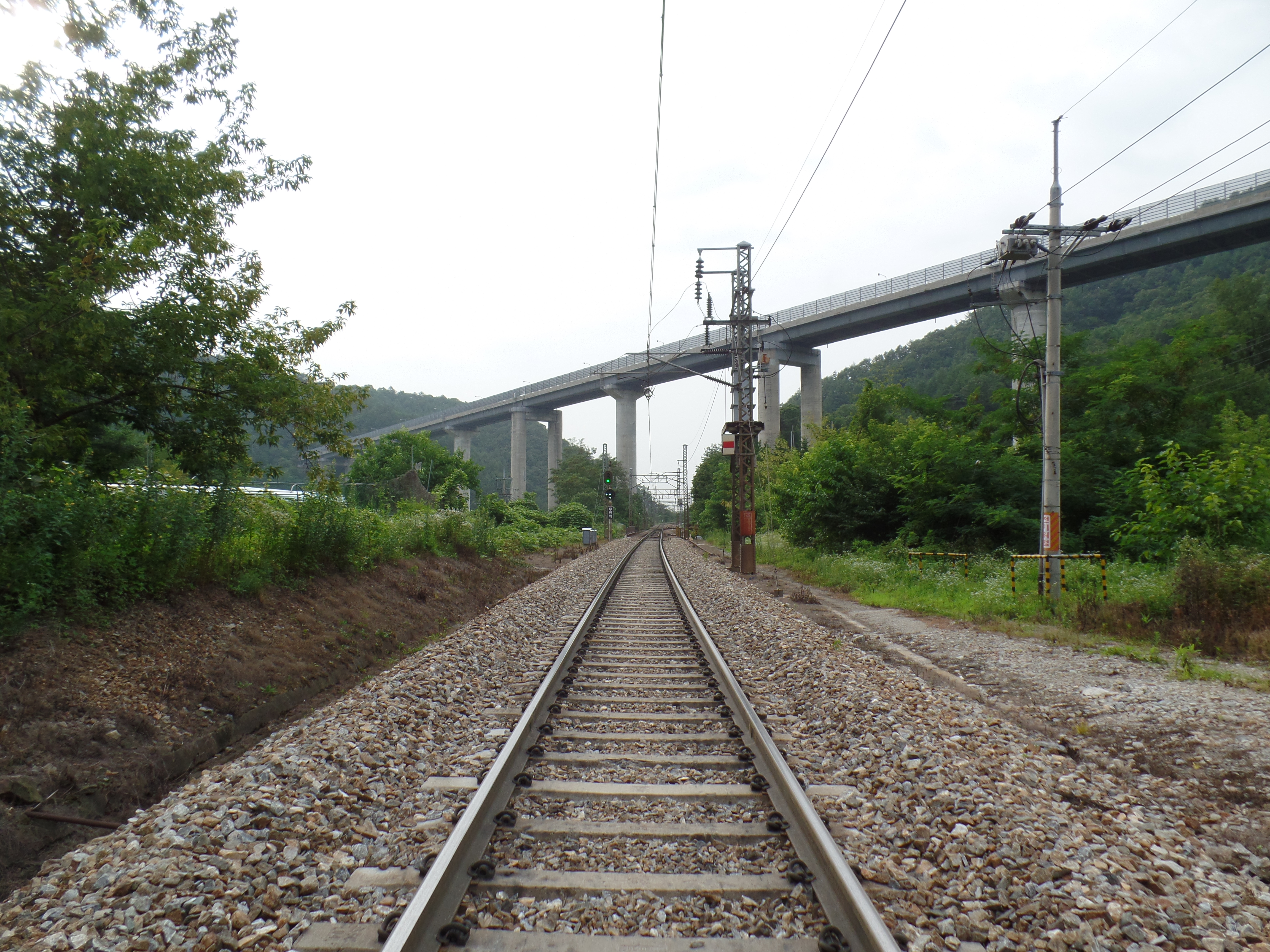
중앙 고속도로 원주 대교와 옛 중앙선 철도

강원특별자치도에 부설된 철도는 보통 광복 혹은 일제강점기 시절 태백 산간지방의 지하자원 개발을 목표로 하는 산업철도에 기반을 두고 있다.
- 중앙선
- 경춘선(● 수도권 전철 경춘선)
- 영동선
- 태백선
- 삼척선
- 경강선(강릉선 KTX)

현재 강원특별자치도의 남서부에 간선 철도인 중앙선이 지나며, 서울 ∼ 춘천 간에는 경춘선이 있다. 또한 산업철도로 출발하여 중앙선에서 분기하여 강릉까지 가는 영동선이 있으며, 동해에서 삼척까지 분기하는 삼척선이 존재한다. 또한 제천에서 분기한 태백선이 존재하며, 중앙선 · 태백선 · 영동선의 일부가 강릉시까지 전철화 공사가 완공되었다. 경춘선이 간선철도 겸 수도권 전철의 한 부분이 되었다. 또한 2012년 6월 착공된 경강선 구간 중 현재 완공된 구간을 대상으로 2017년 12월 22일부터 KTX 열차가 운행 중이며, 2020년 3월 2일에는 경강선의 지선인 강릉삼각선을 신설하여 일부 강릉선 KTX가 강릉삼각선을 통해 정동진 및 동해까지 운행한다.
2017년 경강선에서 운행중인 KTX를 속초시까지 연장시키는 동서고속화철도사업 계획이 발표되었으며
, 2025년까지 공사를 완료할 계획을 갖고 있다.
강원특별자치도를 지나가는 간선 철도 중에 경원선과 더불어 동해북부선은 군사분계선으로 인해 도중에 끊겨져 있으며, 북한 지역에서 고성군 북단의 제진역까지 연결되어 있다.

### 항공
현재 강원특별자치도에는 여러 개의 군사 공항들과 민간 공항이 있으며, 그 중 2개의 공항이 여객을 수송한다. 원주공항은 김해국제공항과 마찬가지로 군사기지를 공유하고 있으며, 군 공항이 아닌 민간공항은 양양국제공항이 유일하다.
원주공항은 횡성군 횡성읍에 있으며, 현재 국내공항으로 운용되고 있다. 양양국제공항도 현재 국내공항으로 이용되고 있다.
양양국제공항의 경우, 길이 2,500m, 폭 45m의 활주로 1본이 설치되어 있으며, 연간 항공기를 43,000건 수용할 수 있으며, 또한 연간 317만명의 여객을 처리할 수 있는 능력을 가지고 있다. 또한 원주공항의 경우, 강원도 횡성군에 위치하고 있으며 현재 국내선 전용 공항으로 가장 최북단에 위치하고 있다.

### 해운
동해와 접해있는 강원특별자치도는 여러 항구들을 가지고 있다. 예를 들어서 묵호항의 경우 태백산맥에서 채굴한 시멘트와 석탄을 선적하고 있으며,속초항의 경우 어항, 철광석 적출항, 관광항 등 여러 가지 기능이 결합된 무역항기능을 맡고 있다. 또한 최근 호산항에는 한국가스공사의 삼척 LNG 생산기지가 건설되고 있으며, 2014년 개항과 동시에 LNG 수송선이 접안하였다.

#### 승객 수송
현재 강원특별자치도에서는 국내선과 해외선 페리 항로가 존재하며, 또한 속초항에는 크루즈를 접안할 수 있기도 하다.
다음은 2018년 2월 강원도의 페리 항로이다.

##### 국내 항로
- 동해항, 묵호항[57], 강릉항[58] - 울릉도

##### 국제 항로
국제 항로는 주로 DBS크루즈훼리에서 일본 사카이미나토, 마이즈루, 블라디보스토크 등을 매주 1차례에 걸쳐 운항한다. 해당 노선을 이용하여 중간 도시를 거쳐서 일본 오키 제도, 중화인민공화국 훈춘시, 하바로브스크, 우수리스크 등 인접 도시나 지역과 연결되며 현재는 코로나19 범유행에 따라 승객은 일절 받지 않고 화물 수송만 가능하다.
- 동해항 - 블라디보스토크, 사카이미나토시[59]

## 스포츠

### 주요 스포츠 팀

##### 축구
강원 FC는 2008년 4월 28일 김진선 강원도지사가 K리그의 15번째 구단으로 축구단 창단을 발표하고, 2008년 11월 5일 한국프로축구연맹 이사회에서 강원의 창단을 승인받았다. 울산 현대미포조선 돌고래의 최순호 감독이 강원 FC의 초대 감독으로 선임되었다. 2008년 11월 17일에 우선지명을 통해 울산 현대미포조선 돌고래 출신의 선수 4명을 비롯하여 14명의 선수를 선발하였고, 11월 20일에 실시된 2009 K리그 드래프트를 통해 9명의 선수를 더 선발하여 23명의 선수를 선발하였으며,2008년 12월 18일 창단했다.

##### 농구
농구단은 원주 DB 프로미가 유일하다. 원주 DB 프로미는 원주시가 연고지인 대한민국의 농구 팀으로 2005년 10월 동부그룹(現 DB그룹)이 TG삼보컴퓨터로부터 원주 TG삼보 엑서스 농구단을 인수하고 동부화재(現 DB손해보험)를 모기업으로 하여 창단하였다. 지역 기업인 대한석탄공사와 협정을 체결한 뒤 사회공헌 활동도 진행중에 있다.

#### 강원특별자치도의 스포츠 클럽들
현재 강원특별자치도에는 다음과 같은 스포츠 클럽들이 존재하고 있다.

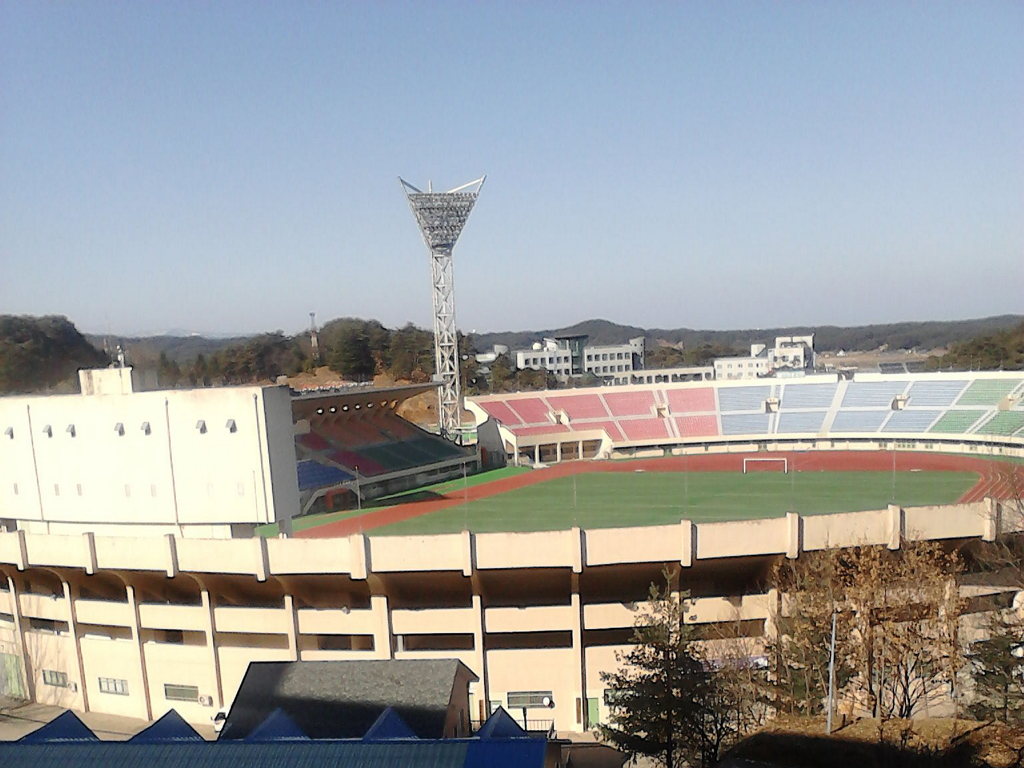
강원 FC의 홈구장인 강릉종합운동장

| 리그명 | 팀명                  | 창단연도 | 홈 경기장                         |
| K리그1 | 강원 FC               | 2008년   | 강릉종합경기장 춘천송암스포츠타운 |
| K3리그 | 강릉시민축구단        | 1999년   | 강릉종합경기장 정선종합운동장     |
| K4리그 | 춘천시민축구단        | 2010년   | 춘천종합운동장                    |
| WK리그 | 화천 KSPO 여자 축구단 | 2011년   | 화천공설운동장                    |
| KBL    | 원주 DB 프로미        | 1996년   | 원주종합체육관                    |

### 주요 스포츠 행사

#### 1999년 동계 아시안 게임
1999년 1월 30일부터 2월 6일까지 강원도 내의 평창군, 강릉시, 춘천시에서 동계 아시안 게임이 개최되었다. 이 동계 아시안 게임에서 대한민국은 종합 2위의 실적을 올렸다.

#### 2018년 평창 동계 올림픽과 동계 패럴림픽
2018년 2월 9일 ~ 2월 25일까지 평창군 등에서 2018년 동계 올림픽이 개최되었다. 이 행사는 1988년 서울 하계올림픽 이후 대한민국에서 30년 만에 열린 올림픽이다. 또한 2018년 3월 9일부터 2018년 3월 18일까지 2018년 동계 패럴림픽이 열렸다. 평창군에서 개막식 및 폐막식과 대부분의 설상 경기가 진행되며, 모든 빙상 종목은 강릉시에서 개최되었다. 정선군에서는 알파인 스키 활강 경기가 개최되었다.

#### 2024년 동계 청소년 올림픽
2024년 1월 19일 ~ 2월 1일까지 강원특별자치도 내의 강릉시, 정선군, 평창군, 횡성군에서 2024년 동계 청소년 올림픽이 개최되었다.

## 자매 도시
| 국가       | 도시                |
| ---------- | ------------------- |
| 러시아     | 프리모르스키 변경주 |
| 몽골       | 투브주              |
| 미국       | 콜로라도주          |
| 인도네시아 | 욕야카르타 특별주   |
| 일본       | 돗토리현            |
| 중국       | 지린성(吉林省)      |
| 캐나다     | 앨버타주            |
| 필리핀     | 세부주              |

## 같이 보기
- 강원도
  - 강원도 (조선민주주의인민공화국)
- 강원특별자치도청
- 강원특별자치도의회
- 특별자치도